# Figura (música)

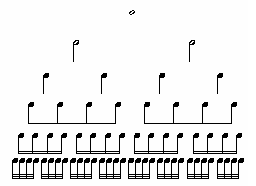
Esquema d'equivalències entre les diferents figures musicals, des de la rodona a la fusa

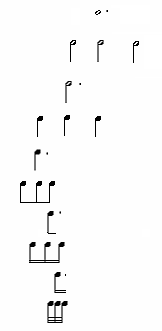
Esquema abreujat d'equivalències entre les diferents figures musicals amb puntet, des de la rodona a la fusa

Una figura en música és cada una de les formes gràfiques o figuracions que s'utilitzen per anotar la durada d'una nota. En el sistema de notació occidental, cada nota conté dues informacions bàsiques: una relativa a l'altura segons la posició que ocupa en relació al pentagrama, i una altra relativa a la durada i al ritme, i que s'expressa segons el dibuix d'aquesta nota. La figura es refereix a aquest segon element.
En el sistema actual -resultat d'una evolució continuada des dels sistemes de notació medievals- les figures existents són les següents:
- Rodona
- Blanca
- Negra
- Corxera
- Semicorxera
- Fusa
- Semifusa

La relació existent entre les seves durades respectives és sempre d'1 a 2. Així, la durada d'una rodona és el doble que la d'una blanca, o -cosa que és el mateix- la durada d'una rodona equival a la de dues blanques. A vegades d'aquesta 'durada' també se'n diu 'valor'; així, el 'valor' d'una negra és el mateix que el de dues corxeres.
Això estableix un sistema bàsic de relacions binari que es pot alterar amb l'ús del punt o puntet. El punt darrere de qualsevol figura prolonga la seva durada en un 50% del seu 'valor'. D'aquesta manera s'estableix un sistema de proporcionalitats que pot ser ternari: una negra amb punt dura el mateix que tres corxeres, de manera que, estrictament parlant, una negra amb punt és una figura diferent que una negra. Però fins i tot amb els puntets es pot mantenir un sistema de proporcionalitat binari, atès que una blanca amb punt equival a dues negres amb punt.
A part d'aquestes, hi ha altres figures ja han quedat obsoletes:
- Màxima (equival a vuit rodones)
- Longa (equival a quatre rodones)
- Quadrada (equival a dues rodones)
- Garrapatea (equival a la meitat d'una semifusa)
- Semigarrapatea (equival a una quarta part d'una semifusa)